# 渡邊亮
渡邊 亮（わたなべ りょう）は、大学教授。工学博士。早稲田大学先進理工学部電気・情報生命工学科教授。

## 学歴
- 1987年 - 慶應義塾大学理工学部数理科学科卒業
- 1989年 - 慶應義塾大学大学院理工学研究科修士課程 数理科学専攻修了
- 1995年 - 早稲田大学大学院理工学研究科博士後期課程　電気工学専攻修了博士(工学)

## 職歴
- 石川島播磨重工業株式会社 (1989～1997)
- 大阪大学講師 (1998～2002)
- 早稲田大学理工学部助教授 (2002～2007)
- 同教授 (2007～)

## 受賞
- 1997年度 計測自動制御学会論文賞 受賞